# 根室さんまロール寿司
根室さんまロール寿司（ねむらさんまロールずし）は、北海道根室市で提供されている巻き寿司である。 

## 概要
根室沖のサンマ、大葉、ネギ、白ゴマなどを、海苔ではなく、棹前昆布で巻いてあるのが特徴。
2008年（平成20年）6月25日に、ご当地グルメとして発売された。
現在、根室市内の7店舗で提供されている。